# 하타리 (영화)
하타리(Hatari!)는 미국에서 제작된 하워드 혹스 감독의 1962년 드라마 영화이다. 존 웨인 등이 주연으로 출연하였고 하워드 혹스 등이 제작에 참여하였다. 테크니컬러로 촬영되었으며 탕가니카 북부(현재의 탄자니아 지역)에서 촬영되었다. 아카데미 촬영상 후보로 올랐으나 최종 촬영상은 아라비아의 로렌스에게 건네주게 되었다.

## 출연

### 주연
- 존 웨인
- 하디 크루거

### 조연
- 엘사 마티넬리
- 레드 버튼스
- 제라르 블랭
- 브루스 가보
- 미셀 지라르동
- 발렌틴 드 바가스
- 에두어드 프란즈
- 퀴니 레너드

## 제작진
- 미술: 칼 앤더슨
- 미술: 헐 페레이라
- 의상: 에디스 헤드